# Microrregión de São Bento del Sur
La microrregión de São Bento do Sul es una de las microrregiones del estado brasileño de Santa Catarina perteneciente a la mesorregión Norte Catarinense. Su población fue recenseada en 2010 por el IBGE en 126.394 habitantes y está dividida en tres municipios. Posee un área total de 1.900,115 km².

## Municipios
- Campo Alegre
- Rio Negrinho
- São Bento do Sul

- Datos: Q2596763